# Frances Vorne
Frances Vorne (30 tháng 5 năm 1920 – 8 tháng 8 năm 1990) là một người mẫu Mỹ. Trong Thế chiến thứ hai, cô được biết đến với cái tên "The Shape".

## Đầu đời
Vorne lớn lên ở New York. Cô có thể nói và đọc trôi chảy tiếng Nga và tiếng Ukraine. Trong cuốn sách của Brett Kiser, tựa đề The Pin-Up Girls of World War II, tác giả này đã viết rằng Vorne là một cô gái "đơn giản" và "khiêm tốn" đáng kinh ngạc, chưa bao giờ uống rượu, chưa bao giờ đến câu lạc bộ đêm, và tránh chuyện đi chơi về muộn.

## Sự nghiệp
Trong Thế chiến thứ hai, Vorne nổi tiếng với tư cách là người mẫu sắc đẹp (pin-up model). Năm 1944, một người bạn quân nhân của cô trở về nhà sau chiến tranh đã đưa cho cô một mảnh rách ten ben từ một chiếc dù Đức. Nó đủ để làm một "bộ đồ tắm kiệm vải" ("abbreviated bathing suit"). Một bức ảnh chụp Vorne mặc bộ đồ bơi vải dù (parachute-turned-swimsuit) này đã xuất hiện trên các ấn phẩm của Quân đội Mỹ và sau đó được đăng "trong hơn nửa triệu địa điểm được phép ghim đồ vật trong doanh trại và bất cứ nơi nào mà những người lính chiến của chúng ta tình cờ có mặt". Tác giả Brett Kiser đã mô tả tác động của bức ảnh:
Vô số binh lính đã ghim bức ảnh ghim nổi tiếng nhất của Frances ... Bức ảnh không chỉ được cá nhân Frances yêu thích mà còn là một trong những bức ảnh ghim được săn lùng nhiều nhất trong những năm chiến tranh.
Theo một tài khoản do Central Press đăng tải, các phi công Mỹ ở Thái Bình Dương đã lên kế hoạch thả những bức ảnh của Vorne cho lính Nhật với dòng chữ: "Ăn hết tim của chúng bây ... Đây là những gì chúng tao đang chiến đấu". Bức ảnh trở nên nổi tiếng đến mức nó được cho là đã giành được một hợp đồng làm phim cho Vorne. Sau khi bức ảnh xuất hiện trên tờ Daily Mirror của London, Bộ Thông tin Anh đã xin phép sử dụng nó để "kích thích tinh thần của Lục quân và Hải quân Anh".
Vào tháng 1 năm 1945, tạp chí Time đã viết rằng Vorne "kết thúc năm 1944 với một lời tuyên bố danh dự có lẽ là điều tốt nhất mà các đơn vị chiến đấu tuyệt vọng vượt qua: chiếc vương miện là Cô gái Sắc đẹp của năm" (Pin-Up Girl of the Year).
Năm 1945, Vorne xuất hiện trong "Water Follies of 1945", một buổi biểu diễn nước (water show) tại Nhà hát ngoài trời Flushing Meadow. Theo quảng bá cho chương trình, cô xuất hiện trong "bộ đồ tắm thủy tinh". Nhà báo Earl Wilson đã viết rằng bộ đồ tắm thủy tinh của Vorne "đủ dẻo để bơi vào" và "trong suốt", yêu cầu người dùng phải mặc áo lót và quần lót nhỏ bên dưới kính.
Năm 1946, Vorne xuất hiện trong một bộ phim đặt hàng qua thư có tựa đề Swim Suit Revue, cô xuất hiện trong cả bộ đồ tắm dù nổi tiếng và bộ đồ "kiểu tã lót".